# Tamopsis ediacarae
Tamopsis ediacarae là một loài nhện trong họ Hersiliidae. T. ediacarae được miêu tả năm 1988 bởi Martin Baehr & Barbara Baehr.